# Trichospermum galeottii
Trichospermum galeottii (basioniem: Belotia galeottii Turcz.) is een plantensoort uit de kaasjeskruidfamilie. De soort komt voor in een gebied dat Mexico en het noordwesten van Venezuela en Peru omvat.